# CONTOUR

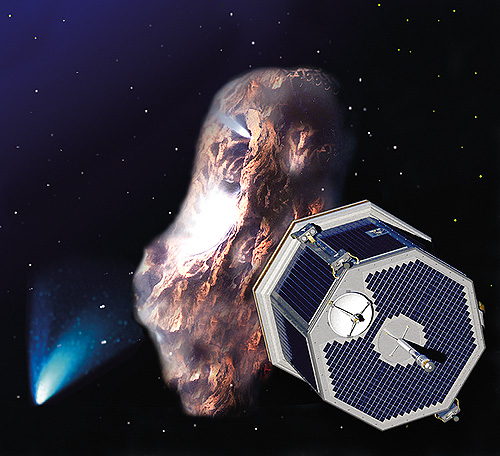
Künstlerische Ansicht der NASA-Raumsonde CONTOUR, die im Juni 2002 startete und kurz darauf in der Erdumlaufbahn verunglückte.

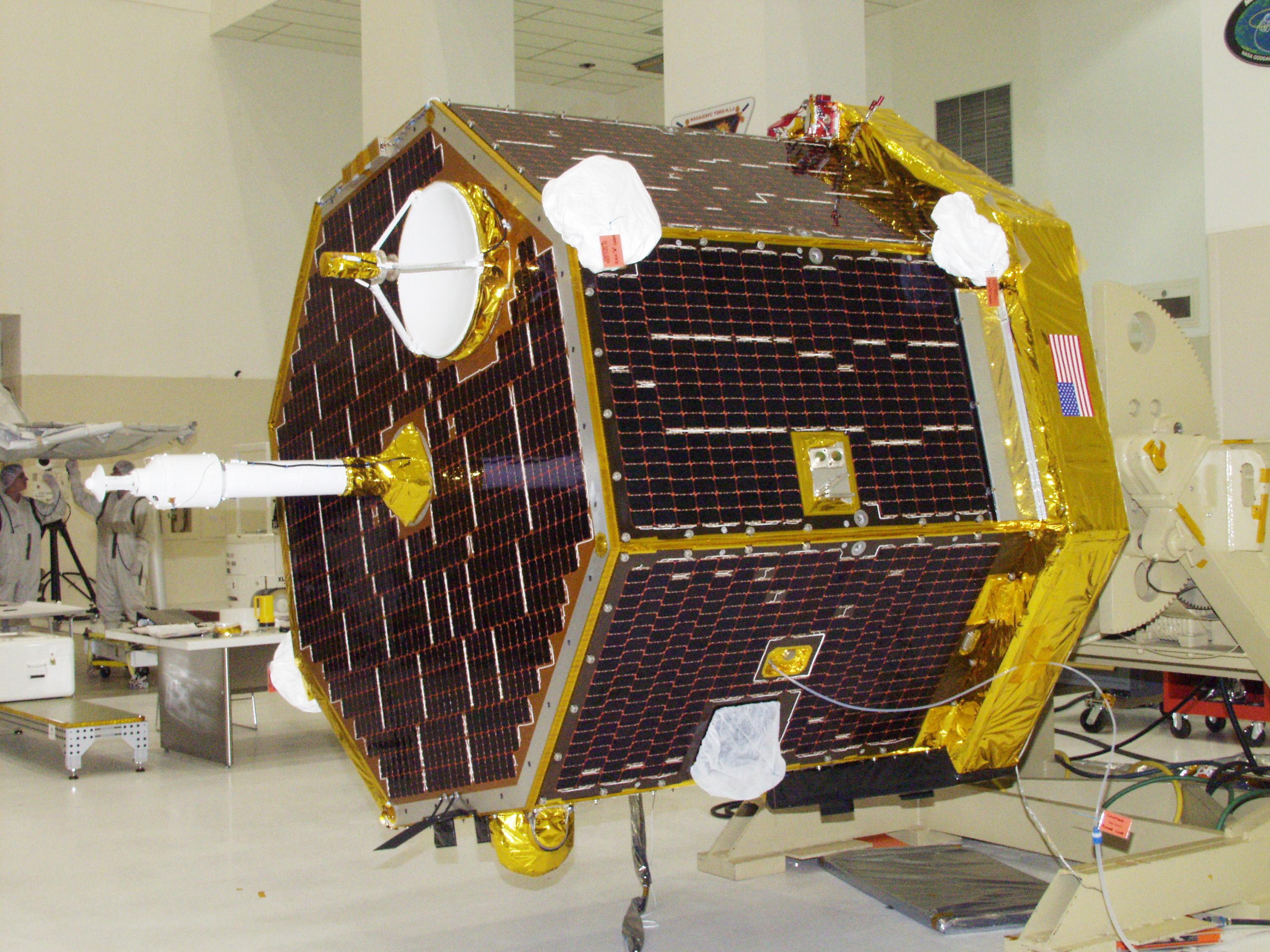
CONTOUR bei den Startvorbereitungen

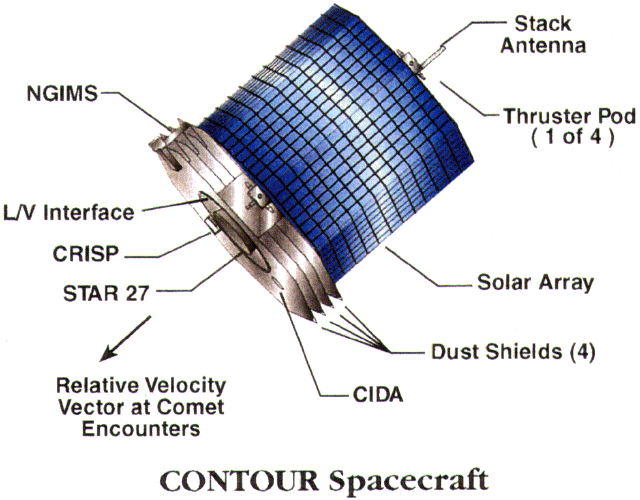
Aufbau der Raumsonde CONTOUR

CONTOUR (Comet Nucleus Tour) war der Name einer US-amerikanischen Raumsonde, die im Jahr 2002 gestartet wurde. Sie verunglückte kurz nach dem Start im Erdorbit und zerbrach in mehrere Teile. Die Unglücksursache konnte nicht einwandfrei geklärt werden.

## Mission
Der Auftrag der eine Tonne schweren Sonde CONTOUR war der nahe Vorbeiflug an den Kometen Encke (geplant für 2003), Schwassmann-Wachmann 3 (geplant für 2006) und 6P/d’Arrest (geplant für 2008). Besonders interessant am CONTOUR-Missionskonzept war die Flexibilität: Erschien in Reichweite der Sonde im Laufe ihrer Mission ein unbekannter Komet, wie Hale-Bopp 1997, so wäre es möglich gewesen, CONTOUR auch darauf auszurichten. Die Sonde hätte nach ihrem Start das Erdschwerefeld mehrmals genutzt, um in Swing-by-Manövern genügend "Schwung" für ihren Flug zu den Kometen zu erhalten.
Die Mission CONTOUR wurde im Rahmen des Discovery-Programms der NASA geplant und durchgeführt. Daher verfolgte das Konzept auch den Leitsatz schneller, billiger, besser.
CONTOUR war der erste Totalverlust einer Raumsonde im 21. Jahrhundert.

## Verlauf
CONTOUR startete am 3. Juli 2002 mit einer Delta II 7425 Rakete und wurde in eine hochelliptische Erdumlaufbahn gebracht. Als die Raumsonde im Perigäum ihr eigenes Star-30BP Triebwerk zündete um die Erdumlaufbahn zu verlassen, zerbrach die Sonde am 15. August 2002 in drei Teile.
Die Untersuchung der NASA ergab als wahrscheinlichste Ursache eine Überhitzung der Sonde durch die Abgase des innerhalb des Raumfahrzeugs montierten Feststoffantriebs. Als weitere mögliche Ursachen wurden auch eine Explosion des Star-30BP-Motors oder eine Kollision mit einem Meteoriten oder Weltraummüll in Erwägung gezogen.